# Aston Villa FC in het seizoen 2012/13
Dit artikel beschrijft de prestaties van voetbalclub Aston Villa FC in het seizoen 2012/2013. Dit seizoen werd de club vijftiende in de Premier League. Paul Lambert kreeg de leiding over het eerste elftal. Lambert volgde Alex McLeish op, die werd ontslagen na een ontluisterende campagne in het voorgaande seizoen. Dit seizoen viel echter weer tegen. Met Ron Vlaar en Karim El Ahmadi (Feyenoord), en de Australiër Brett Holman (AZ) werden drie spelers uit de Eredivisie ingelijfd. De Belg Christian Benteke werd overgenomen van KRC Genk. Benteke moest voor doelpunten zorgen en werd naast boegbeeld Gabriel Agbonlahor centraal in de aanval geposteerd.

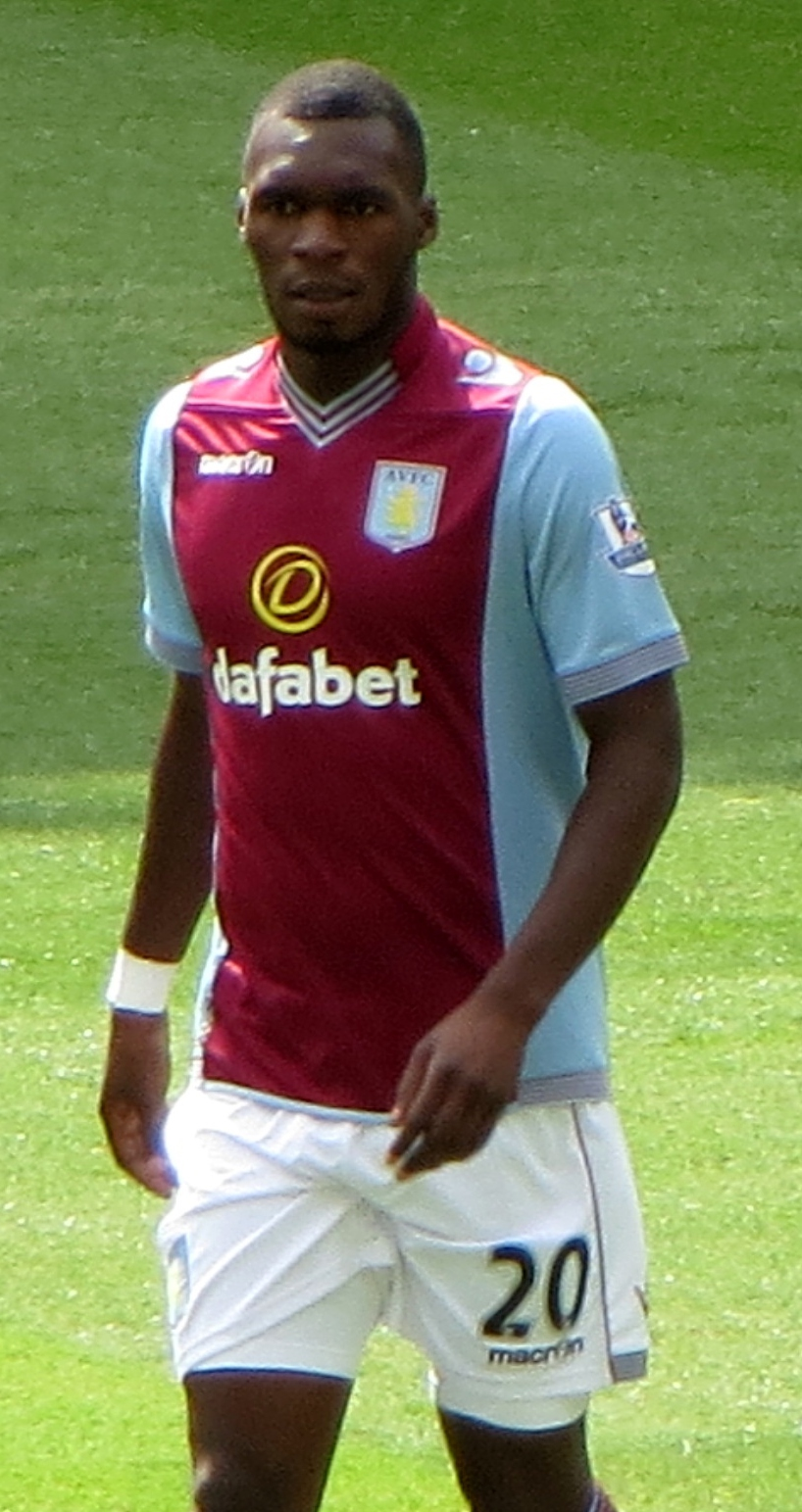
Christian Benteke, hier in 2013/14, scoorde negentien keer in de Premier League

## Spelerskern
Spelers wier rugnummer is doorstreept verlieten de club tijdens het seizoen;
| Rugnummer     | Naam                 | Nationaliteit    | Geboortedatum | Bij de club sinds | Vorige club                        |
| ------------- | -------------------- | ---------------- | ------------- | ----------------- | ---------------------------------- |
| Keepers       |                      |                  |               |                   |                                    |
| 1             | Shay Given           | Ierland          | 20-04-1976    | 2011              | Manchester City                    |
| 22            | Brad Guzan           | Verenigde Staten | 09-09-1984    | 2008              | Chivas USA                         |
| 33            | Andy Marshall        | Engeland         | 14-04-1975    | 2009              | Coventry City                      |
| 39            | Benjamin Siegrist    | Zwitserland      | 31-01-1992    | 2012              | eigen jeugd                        |
| Verdedigers   |                      |                  |               |                   |                                    |
| 2             | Alan Hutton          | Schotland        | 30-11-1984    | 2011              | Tottenham Hotspur                  |
| 3             | Stephen Warnock      | Engeland         | 12-12-1981    | 2009              | Blackburn Rovers                   |
| 4             | Ron Vlaar            | Nederland        | 16-02-1985    | 2012              | Feyenoord                          |
| 5             | Richard Dunne 2      | Ierland          | 21-09-1979    | 2009              | Manchester City                    |
| 6             | Ciaran Clark         | Ierland          | 26-09-1989    | 2009              | eigen jeugd                        |
| 27            | Joe Bennett          | Engeland         | 28-03-1990    | 2012              | Middlesbrough                      |
| 29            | Enda Stevens         | Ierland          | 09-07-1990    | 2012              | Shamrock Rovers                    |
| 30            | Eric Lichaj          | Verenigde Staten | 17-11-1988    | 2007              | Chicago Fire                       |
| 32            | Nathan Baker         | Engeland         | 23-04-1991    | 2009              | eigen jeugd / Millwall (huur)      |
| 34            | Matthew Lowton       | Engeland         | 09-06-1989    | 2012              | Sheffield United                   |
| 37            | Derrick Williams     | Ierland          | 17-01-1993    | 2012              | eigen jeugd                        |
| Middenvelders |                      |                  |               |                   |                                    |
| 7             | Stephen Ireland      | Ierland          | 22-08-1986    | 2010              | Manchester City                    |
| 8             | Karim El Ahmadi      | Marokko          | 27-01-1985    | 2012              | Feyenoord                          |
| 10            | Charles N'Zogbia     | Frankrijk        | 01-06-1983    | 2011              | Wigan Athletic                     |
| 12            | Marc Albrighton      | Engeland         | 18-11-1989    | 2009              | eigen jeugd                        |
| 14            | Brett Holman         | Australië        | 27-03-1984    | 2012              | AZ                                 |
| 15            | Ashley Westwood      | Engeland         | 01-04-1990    | 2012              | Crewe Alexandra                    |
| 16            | Fabian Delph         | Engeland         | 21-11-1989    | 2009              | Leeds United / Leeds United (huur) |
| 17            | Jean Makoun          | Kameroen         | 29-05-1983    | 2011              | Lyon                               |
| 18            | Yacouba Sylla        | Mali             | 29-11-1990    | 2013              | Clermont Foot                      |
| 19            | Stilijan Petrov      | Bulgarije        | 05-07-1979    | 2006              | Celtic                             |
| 25            | Barry Bannan         | Schotland        | 01-12-1989    | 2008              | eigen jeugd / Leeds United (huur)  |
| 31            | Chris Herd           | Australië        | 04-04-1988    | 2010              | eigen jeugd                        |
| 38            | Gary Gardner         | Engeland         | 29-06-1992    | 2011              | eigen jeugd / Coventry City (huur) |
| 40            | Samir Carruthers     | Ierland          | 04-04-1993    | 2012              | eigen jeugd                        |
| 41            | Jack Grealish        | Engeland         | 10-09-1995    | 2012              | eigen jeugd                        |
| Aanvallers    |                      |                  |               |                   |                                    |
| 9             | Darren Bent          | Engeland         | 06-02-1984    | 2011              | Sunderland                         |
| 11            | Gabriel Agbonlahor 3 | Engeland         | 13-10-1986    | 2005              | eigen jeugd                        |
| 14            | Nathan Delfouneso    | Engeland         | 02-02-1991    | 2008              | eigen jeugd                        |
| 20            | Christian Benteke    | België           | 03-12-1990    | 2012              | KRC Genk                           |
| 21            | Jordan Bowery        | Engeland         | 02-07-1991    | 2012              | Chesterfield                       |
| 26            | Andreas Weimann      | Oostenrijk       | 05-08-1991    | 2010              | eigen jeugd / Watford (huur)       |
| 27            | Simon Dawkins        | Jamaica          | 08-07-1980    | gehuurd           | gehuurd van Tottenham Hotspur      |
| 36            | Graham Burke         | Ierland          | 21-09-1993    | 2011              | eigen jeugd                        |

- = Aanvoerder

| 1. 2. 3. 4. 5. |

### Manager
|         |                     |               |  |
| Functie | Naam                | Nationaliteit |  |
| Coach   | Paul Lambert (foto) | Schotland     |  |

## Resultaten
Een overzicht van de competities waaraan Aston Villa in het seizoen 2012-2013 deelnam.
| Premier League | FA Cup       | League Cup  |
| -------------- | ------------ | ----------- |
|                |              |             |
| 15e            | Vierde ronde | Derde ronde |

## Uitrustingen
Shirtsponsor: Genting Group (kansspelbedrijf uit Maleisië) 

Sportmerk: Macron
| Thuis |

| Uit |

## Premier League

### Wedstrijden
| №  | Datum      | Wedstrijd                          | Uitslag | Doelpunten                                                    | P  |
| -- | ---------- | ---------------------------------- | ------- | ------------------------------------------------------------- | -- |
| 1  | 18.08.2012 | West Ham United – Aston Villa      | 1–0     |                                                               | 0  |
| 2  | 25.08.2012 | Aston Villa – Everton              | 1–3     | 74' El Ahmadi                                                 | 0  |
| 3  | 02.09.2012 | Newcastle United – Aston Villa     | 1–1     | 22' Clark                                                     | 1  |
| 4  | 15.09.2012 | Aston Villa – Swansea City         | 2–0     | 16' Lowton, 88' Benteke                                       | 4  |
| 5  | 22.09.2012 | Southampton – Aston Villa          | 4–1     | 36' Bent                                                      | 4  |
| 6  | 30.09.2012 | Aston Villa – West Bromwich Albion | 1–1     | 80' Bent                                                      | 5  |
| 7  | 07.10.2012 | Tottenham Hotspur – Aston Villa    | 2–0     |                                                               | 5  |
| 8  | 20.10.2012 | Fulham – Aston Villa               | 1–0     |                                                               | 5  |
| 9  | 27.10.2012 | Aston Villa – Norwich City         | 1–1     | 27' Benteke                                                   | 6  |
| 10 | 03.11.2012 | Sunderland – Aston Villa           | 0–1     | 57' Agbonlahor                                                | 9  |
| 11 | 10.11.2012 | Aston Villa – Manchester United    | 2–3     | 45+1', 50' Weimann                                            | 9  |
| 12 | 17.11.2012 | Manchester City – Aston Villa      | 5–0     |                                                               | 9  |
| 13 | 24.11.2012 | Aston Villa – Arsenal              | 0–0     |                                                               | 10 |
| 14 | 27.11.2012 | Aston Villa – Reading              | 1–0     | 80' Benteke                                                   | 13 |
| 15 | 01.12.2012 | Queens Park Rangers – Aston Villa  | 1–1     | 8' Holman                                                     | 14 |
| 16 | 08.12.2012 | Aston Villa – Stoke City           | 0–0     |                                                               | 15 |
| 17 | 15.12.2012 | Liverpool – Aston Villa            | 1–3     | 29', 51' Benteke, 40' Weimann                                 | 18 |
| 18 | 23.12.2012 | Chelsea – Aston Villa              | 8–0     |                                                               | 18 |
| 19 | 26.12.2012 | Aston Villa – Tottenham Hotspur    | 0–4     |                                                               | 18 |
| 20 | 29.12.2012 | Aston Villa – Wigan Athletic       | 0–3     |                                                               | 18 |
| 21 | 01.01.2013 | Swansea City – Aston Villa         | 2–2     | 44' Weimann, 84' (pen.) Benteke                               | 19 |
| 22 | 12.01.2013 | Aston Villa – Southampton          | 0–1     |                                                               | 19 |
| 23 | 19.01.2013 | West Bromwich Albion – Aston Villa | 2–2     | 12' Benteke, 31' Agbonlahor                                   | 20 |
| 24 | 29.01.2013 | Aston Villa – Newcastle United     | 1–2     | 49' (pen.) Benteke                                            | 20 |
| 25 | 02.02.2013 | Everton – Aston Villa              | 3–3     | 2', 61' Benteke, 24' Agbonlahor                               | 21 |
| 26 | 10.02.2013 | Aston Villa – West Ham United      | 2–1     | 74' (pen.) Benteke, 78' N'Zogbia                              | 24 |
| 27 | 23.02.2013 | Arsenal – Aston Villa              | 2–1     | 68' Weimann                                                   | 24 |
| 28 | 02.03.2013 | Aston Villa – Manchester City      | 0–1     |                                                               | 24 |
| 29 | 09.03.2013 | Reading – Aston Villa              | 1–2     | 33' Benteke, 45' Agbonlahor                                   | 27 |
| 30 | 16.03.2013 | Aston Villa – Queens Park Rangers  | 3–2     | 45+3' Agbonlahor, 59' Weimann, 81' Benteke                    | 30 |
| 31 | 31.03.2013 | Aston Villa – Liverpool            | 1–2     | 31' Benteke                                                   | 30 |
| 32 | 06.04.2013 | Stoke City – Aston Villa           | 1–3     | 9' Agbonlahor, 87' Lowton, 90+1' Benteke                      | 33 |
| 33 | 13.04.2013 | Aston Villa – Fulham               | 1–1     | 55' N'Zogbia                                                  | 34 |
| 34 | 22.04.2013 | Manchester United – Aston Villa    | 3–0     |                                                               | 34 |
| 35 | 29.04.2013 | Aston Villa – Sunderland           | 6–1     | 31' Vlaar, 37' Weimann, 55', 59', 72' Benteke, 88' Agbonlahor | 37 |
| 36 | 04.05.2013 | Norwich City – Aston Villa         | 1–2     | 55', 89' Agbonlahor                                           | 40 |
| 37 | 11.05.2013 | Aston Villa – Chelsea              | 1–2     | 14' Benteke                                                   | 40 |
| 38 | 19.05.2013 | Wigan Athletic – Aston Villa       | 2–2     | 5' Bent, 61' Vlaar                                            | 41 |

### Eindstand
| Kleur | Kwalificatie voor                                                           |
| ----- | --------------------------------------------------------------------------- |
|       | Champions League, Groepsfase                                                |
|       | Champions League, play-off ronde voor niet-kampioenen                       |
|       | Europa League, play-off ronde                                               |
|       | Winnaar League Cup; Europa League, 3e voorronde                             |
|       | Degradatie naar de Championship & Winnaar FA Cup; Europa League, Groepsfase |
|       | Degradatie naar de Championship                                             |

| Pos | Club                 | Gs | W  | G  | V  | Pnt | Dv | Dt | Ds  |
| --- | -------------------- | -- | -- | -- | -- | --- | -- | -- | --- |
| 1   | Manchester United    | 38 | 28 | 5  | 5  | 89  | 86 | 43 | +43 |
| 2   | Manchester City      | 38 | 23 | 9  | 6  | 78  | 66 | 34 | +32 |
| 3   | Chelsea              | 38 | 22 | 9  | 7  | 75  | 75 | 39 | +36 |
| 4   | Arsenal              | 38 | 21 | 10 | 7  | 73  | 72 | 37 | +35 |
| 5   | Tottenham Hotspur    | 38 | 21 | 9  | 8  | 72  | 66 | 46 | +20 |
| 6   | Everton              | 38 | 16 | 15 | 7  | 63  | 55 | 40 | +15 |
| 7   | Liverpool            | 38 | 16 | 13 | 9  | 61  | 71 | 43 | +28 |
| 8   | West Bromwich Albion | 38 | 14 | 7  | 17 | 49  | 53 | 57 | −4  |
| 9   | Swansea City         | 38 | 11 | 13 | 14 | 46  | 47 | 51 | −4  |
| 10  | West Ham United      | 38 | 12 | 10 | 16 | 46  | 45 | 53 | −8  |
| 11  | Norwich City         | 38 | 10 | 14 | 14 | 44  | 41 | 58 | −17 |
| 12  | Fulham               | 38 | 11 | 10 | 17 | 43  | 50 | 60 | −10 |
| 13  | Stoke City           | 38 | 9  | 15 | 14 | 42  | 34 | 45 | −11 |
| 14  | Southampton          | 38 | 9  | 14 | 15 | 41  | 49 | 60 | −11 |
| 15  | Aston Villa          | 38 | 10 | 11 | 17 | 41  | 47 | 69 | −22 |
| 16  | Newcastle United     | 38 | 11 | 8  | 19 | 41  | 45 | 68 | −23 |
| 17  | Sunderland           | 38 | 9  | 12 | 17 | 39  | 41 | 54 | −13 |
| 18  | Wigan Athletic       | 38 | 9  | 9  | 20 | 36  | 47 | 73 | −26 |
| 19  | Reading              | 38 | 6  | 10 | 22 | 28  | 43 | 73 | −30 |
| 20  | Queens Park Rangers  | 38 | 4  | 13 | 21 | 25  | 30 | 60 | −30 |

### Statistieken
Bijgaand een overzicht van de spelers van Aston Villa, die in het seizoen 2012/13 onder leiding van trainer Paul Lambert speeltijd kregen in de Premier League.
| Naam               | Duels | Goal | Kreeg geel | Kreeg voor de tweede keer geel en dus rood | Weggestuurd |
| ------------------ | ----- | ---- | ---------- | ------------------------------------------ | ----------- |
| Matthew Lowton     | 37    | 2    | 10         | 0                                          | 0           |
| Brad Guzan         | 36    | 0    | 2          | 0                                          | 0           |
| Christian Benteke  | 34    | 19   | 7          | 1                                          | 0           |
| Andreas Weimann    | 30    | 7    | 4          | 0                                          | 0           |
| Ashley Westwood    | 30    | 0    | 2          | 0                                          | 0           |
| Ciaran Clark       | 29    | 1    | 6          | 0                                          | 1           |
| Gabriel Agbonlahor | 28    | 9    | 4          | 0                                          | 0           |
| Brett Holman       | 27    | 1    | 1          | 0                                          | 0           |
| Ron Vlaar          | 27    | 0    | 2          | 0                                          | 0           |
| Nathan Baker       | 26    | 0    | 4          | 0                                          | 0           |
| Joe Bennett        | 25    | 0    | 2          | 0                                          | 1           |
| Barry Bannan       | 24    | 0    | 3          | 0                                          | 0           |
| Fabian Delph       | 24    | 0    | 7          | 0                                          | 0           |
| Charles N'Zogbia   | 21    | 2    | 1          | 0                                          | 0           |
| Karim El Ahmadi    | 20    | 1    | 5          | 0                                          | 0           |
| Eric Lichaj        | 17    | 0    | 6          | 0                                          | 0           |
| Darren Bent        | 16    | 3    | 1          | 0                                          | 0           |
| Stephen Ireland    | 13    | 0    | 1          | 0                                          | 0           |
| Yacouba Sylla      | 11    | 0    | 3          | 0                                          | 0           |
| Jordan Bowery      | 10    | 0    | 0          | 0                                          | 0           |
| Marc Albrighton    | 9     | 0    | 0          | 0                                          | 0           |
| Chris Herd         | 9     | 0    | 1          | 0                                          | 0           |
| Enda Stevens       | 7     | 0    | 1          | 0                                          | 0           |
| Simon Dawkins      | 4     | 0    | 0          | 0                                          | 0           |
| Gary Gardner       | 2     | 0    | 0          | 0                                          | 0           |
| Shay Given         | 2     | 0    | 0          | 0                                          | 0           |
| Derrick Williams   | 2     | 0    | 0          | 0                                          | 0           |
| Nathan Delfouneso  | 1     | 0    | 0          | 0                                          | 0           |